# Ts'ole'

Verspreiding van de Atayaldialecten Ts'ole' en Sqoleq

Ts'ole', ook Ci'uli', is een dialect van het Atayal. Dit dialect wordt gesproken op negen lappen grond aan de randen van het Atayal-taalgebied in Taiwan. In twee van de negen vlekken wordt ook Sqoleq, een tweede dialect gesproken. Met het Sqoleq zijn er echter veel lexicologische verschillen, het woord "rug" bijvoorbeeld wordt in het Sqoleq toro of soro, in het Ts'ole' wordt dat bokwi. Ts'ole' kent een subdialect, namelijk het Mayrinax.

## Classificatie
- Austronesische talen
  - Atayalische talen
    - Atayal
      - Ts'ole'